# Municipio de Lycoming
El municipio de Lycoming  (en inglés: Lycoming Township) es un municipio ubicado en el condado de Lycoming en el estado estadounidense de Pensilvania. En el año 2000 tenía una población de 1.606 habitantes y una densidad poblacional de 40.7 personas por km².

## Geografía
El municipio de Lycoming se encuentra ubicado en las coordenadas 41°18′43″N 77°05′32″O / 41.31194, -77.09222.

## Demografía
Según la Oficina del Censo en 2000 los ingresos medios por hogar en la localidad eran de $37,262 y los ingresos medios por familia eran $40,524. Los hombres tenían unos ingresos medios de $28,611 frente a los $21,488 para las mujeres. La renta per cápita para la localidad era de $15,395. Alrededor del 7,6% de la población estaban por debajo del umbral de pobreza.